# Australoheros
Az Australoheros a sugarasúszójú halak (Actinopterygii) osztályának sügéralakúak (Perciformes) rendjébe, ezen belül a bölcsőszájúhal-félék (Cichlidae) családjába tartozó nem.

## Tudnivalók
Az Australoheros-fajok Délkelet-Brazília, Paraguay, Uruguay és Északkelet-Argentína folyóiban és patakjaiban találhatók meg. Legalább egy fajuk tavakban és mocsarakban is fellelhető. Ez a halcsoport a nemi szintjét, csak 2006-ban érte el; addig a Cichlasoma halnem alnemeként volt használatban. Az Australoheros-fajok kisméretű halak, melyek csak 10-15 centiméter hosszúak, bár az A. facetus átlag mérete 20 centiméter.

## Rendszerezés
A nembe az alábbi 29 faj tartozik:
- Australoheros acaroides (Hensel, 1870)
- Australoheros angiru Rican, Piálek, Almirón & Casciotta, 2011
- Australoheros autochthon (Günther, 1862)
- Australoheros autrani Ottoni & Costa, 2008
- Australoheros barbosae Ottoni & Costa, 2008
- Australoheros capixaba Ottoni, 2010
- Australoheros charrua Říčan & Kullander, 2008
- vörösszemű bölcsőszájúhal (Australoheros facetus) (Jenyns, 1842) - típusfaj
- Australoheros forquilha Říčan & Kullander, 2008
- Australoheros guarani Říčan & Kullander, 2008
- Australoheros ipatinguensis Ottoni & Costa, 2008
- Australoheros kaaygua Casciotta, Almirón & Gómez, 2006
- Australoheros macacuensis Ottoni & Costa, 2008
- Australoheros macaensis Ottoni & Costa, 2008
- Australoheros mattosi Ottoni, 2012
- Australoheros minuano Říčan & Kullander, 2008
- Australoheros montanus Ottoni, 2012
- Australoheros muriae Ottoni & Costa, 2008
- Australoheros paraibae Ottoni & Costa, 2008
- Australoheros perdi Ottoni, Lezama, Triques, Fragoso-Moura, Lucas & Barbosa, 2011
- Australoheros ribeirae Ottoni, Oyakawa & Costa, 2008
- Australoheros robustus Ottoni & Costa, 2008
- Australoheros sanguineus Ottoni, 2013
- Australoheros saquarema Ottoni & Costa, 2008
- Australoheros scitulus (Říčan & Kullander, 2003)
- Australoheros taura Ottoni & Cheffe, 2009
- Australoheros tavaresi Ottoni, 2012
- Australoheros tembe (Casciotta, Gómez & Toresanni, 1995)
- Australoheros ykeregua Říčan, Piálek, Almirón & Casciotta, 2011

### Fordítás
- Ez a szócikk részben vagy egészben  az   Australoheros című angol Wikipédia-szócikk ezen változatának fordításán alapul.  Az eredeti cikk szerkesztőit annak laptörténete sorolja fel. Ez a jelzés csupán a megfogalmazás eredetét és a szerzői jogokat jelzi, nem szolgál a cikkben szereplő információk forrásmegjelöléseként.